# بوراستان (أرارات)
مدينة بوراستان (بالأرمينية:Բուրաստան) (بالإنجليزية: Burastan)‏ هي إحدى المدن التابعة لمقاطعة أرارات في أرمينيا. يقدر عدد سكانها بـ 1814 نسمة حسب الإحصاء الذي جرى عام 2011.